# Ninja (république du Congo)
Pour les articles homonymes, voir Ninja (homonymie).
Les Ninjas sont un groupe de combattants rebelles du Congo-Brazzaville fondé au début des années 1990 pour soutenir un des chefs de l'opposition, Bernard Kolélas, et essentiellement d'ethnie Bakongo. La plupart sont originaires du département du Pool, ou des quartiers Bacongo ou Makélékélé de Brazzaville (ethnie Lari).
Les Ninjas ont affronté les Cobras, la milice de Denis Sassou-Nguesso lors des guerres civiles du Congo.
Des programmes de l'ONU visent à leur désarmement et à leur retour à une vie professionnelle normale (« DDR » : Désarmement, Démobilisation, Réinsertion).

## Historique

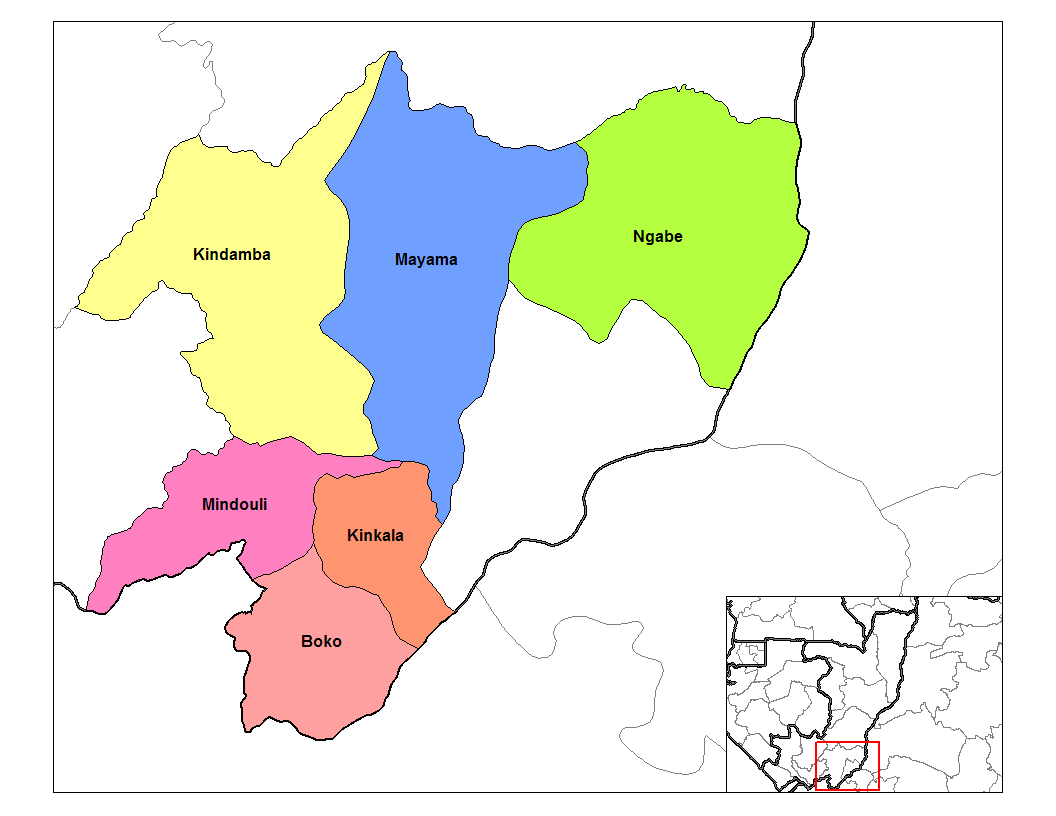
Carte des différents districts du Pool.

La formation de milices politiques remonte aux années 1991-93, lors de l'arrivée au pouvoir de Pascal Lissouba. Celui-ci indique engager 2000 miliciens.
En 1993, des élections législatives ont été organisées en République du Congo après le succès de Pascal Lissouba à l'élection présidentielle de 1992. Leurs résultats ont été contestés par le camp présidentiel et les partis de l'opposition, et un conflit armé a éclaté dans les zones sud de Brazzaville. Pour faire face aux attaques des miliciens cocoyes (acronyme de l’anglais « commando company »), mambas et zoulous de Pascal Lissouba, Bernard Kolélas enrôla des jeunes de son ethnie vivant dans les quartiers sud de la ville. La plupart étaient d'anciens militaires ou des jeunes admirateurs du chef de l'opposition. Lors de ce conflit, un colonel de l'armée congolaise proche du pouvoir aurait été très intrigué par la manière de se défendre des partisans de Kolélas, qui se camouflaient et étaient rompus aux tactiques de guérilla urbaine : il aurait demandé : « Mais qui sont ces combattants qu'on ne voit pas, ce sont des Ninjas ? ». Cette phrase a peut-être été à l'origine de la dénomination Ninja du groupe d'autodéfense de Bernard Kolélas.
À l'époque, ces miliciens constituaient la première composante d'un groupe de partisans armés de l'opposition, la seconde étant constituée de miliciens "Cobras" du parti congolais du travail (PCT-ex parti unique) du général Denis Sassou Nguesso.
De 1993 à la fin 1995, une milice gouvernementale, la « Réserve ministérielle », deux milices privées, les Ninjas et les Cobras, et un ensemble disparate de délinquants armés, les Zoulous, s'affrontent au Congo et dans la capitale.
En 1995, M. Kolélas s'allie à M. Lissouba et devient son Premier ministre. Des représentants de son parti, le Mouvement congolais pour la démocratie et le développement intégral (MCDDI) intègrent le nouveau gouvernement d'union nationale.
En 1997, les Ninjas participent aux côtés des Cocoyes à la guerre civile contre les Cobras de Denis Sassou Nguesso, qui remportent la victoire avec le soutien des troupes angolaises. MM. Kolélas et Lissouba partent alors en exil.

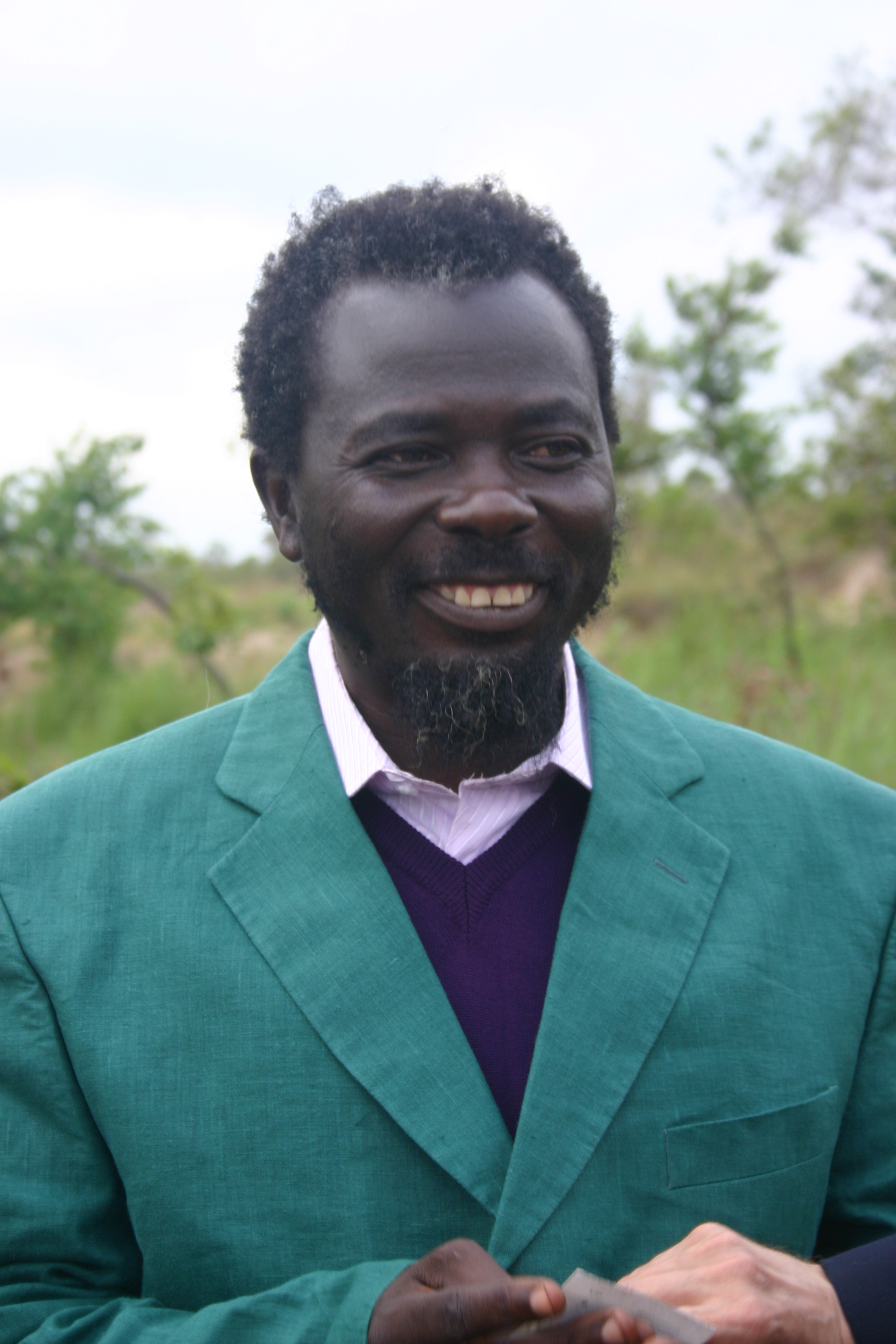
Le Pasteur Ntumi (Frédérick Bintsamou) en 2007.

Le départ de Bernard Kolélas provoque des divisions au sein des Ninjas dont certains - les "Nsiloulous et les "Condores" - sont dirigés par le révérend Frédéric Bintsamou, alias Pasteur Ntumi. Ce dernier prend la tête de la milice réunifiée pendant la guerre civile de 1998-2003 contre les troupes gouvernementales et les "Cobras", la guerre du Pool. Durant cette période, les Ninjas ont été accusés d'exactions diverses à l'encontre des populations du Pool, notamment pillages, viols et meurtres.
D'après les Nations unies, jusqu'en 2000, le Congo-Brazzaville comptait 25 000 miliciens.
En avril 2007, Pasteur Ntumi a signé un accord avec le gouvernement, par lequel il obtenait un poste de vice-ministre en échange du désarmement de sa milice, forte de 5 000 combattants. Mais les troubles ont repris après l'élection présidentielle de mars 2016, que Ntumi estime avoir été truquée au profit du président Denis Sassou-Nguesso. Le gouvernement l'a accusé d'être responsable des affrontements qui ont suivi à Brazzaville (au moins 17 morts). Le président l'a démis de ses fonctions de Délégué général, un mandat d'arrêt a été émis contre lui, et ses partisans ont repris les armes dans le Pool.
En décembre 2017, un accord de cessez-le-feu a été conclu pour mettre fin aux hostilités dans cette région.

## Vie politique
Sous l'impulsion du Pasteur Ntumi, les ninjas ont créé pendant la « Guerre du Pool » un « Conseil national de résistance » (CNR), vitrine politique de leur mouvement. Le CNR encadre les ninjas en vue de prévenir tout débordement. Il a présenté des candidats aux élections au début des années 2010.

## Tenue vestimentaire

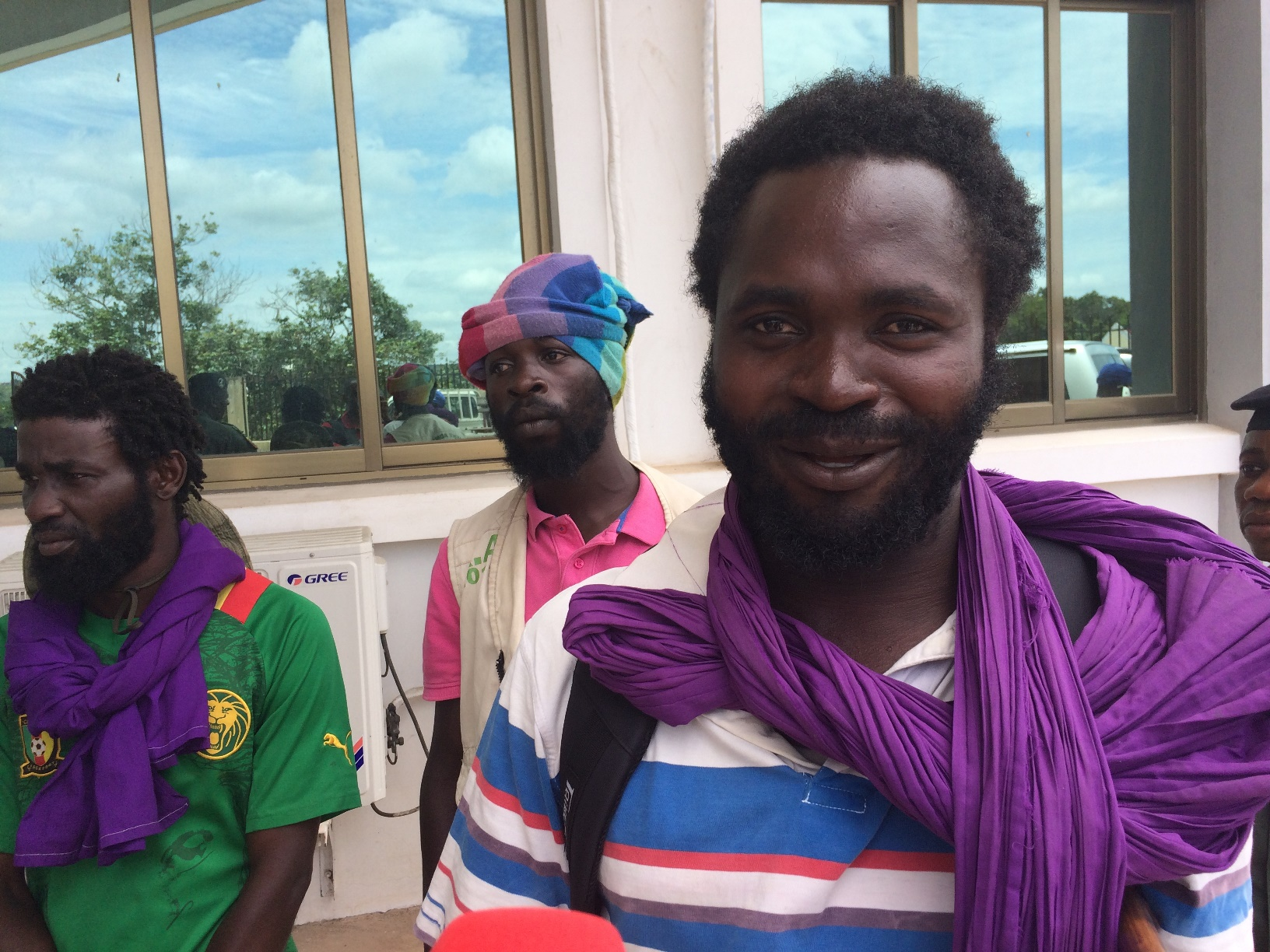
Des ex-Ninjas en 2019.

Les Ninjas portent des écharpes ou rubans violets. Avant 2003-2004, ils se laissaient pousser des cheveux, jusqu'à ce que le Pasteur Ntumi leur intime l'ordre de se les couper.